# Пурија
Пурија је насеље у Италији у округу Комо, региону Ломбардија.
Према процени из 2011. у насељу је живело 314 становника. Насеље се налази на надморској висини од 512 м.